# Ennemis publics (essai)
Pour les articles homonymes, voir Ennemi public.
Ennemis publics (« Correspondance. Janvier-Juillet 2008 ») est un ouvrage qui rassemble une correspondance entre Michel Houellebecq et Bernard-Henri Lévy. Ce recueil composé de 28 lettres est paru aux éditions Flammarion et Grasset en 2008,.
Dans une première lettre, Michel Houellebecq lance le « débat » en partant du constat suivant :
« Tout, comme on dit, nous sépare – à l'exception d'un point fondamental : nous sommes l'un comme l'autre des individus assez méprisables »
L'échange qui suit aborde différents grands thèmes : la carrière littéraire et la carrière de l'« intellectuel engagé » ; le « retour du religieux » dans le monde occidental ; le sens de la création romanesque. Michel Houellebecq fournit des détails qui éclairent sa progression spirituelle et littéraire en prenant appui sur les grands auteurs qui l'ont influencé : Blaise Pascal, Auguste Comte, Emmanuel Kant, Arthur Schopenhauer, Friedrich Nietzsche, Fiodor Dostoïevski, Franz Kafka.
Les lettres portent aussi particulièrement sur la façon dont internet et la presse se préoccupent des deux auteurs.

## Autour de la publication
Le livre se voulait un coup éditorial, avec le tirage d'un titre mystère à 150 000 exemplaires.
Le contenu de l'ouvrage avait été gardé confidentiel jusqu'à sa sortie, laissant ainsi les librairies commander des livres sans en connaître le contenu.
Le nom de Michel Houellebecq a été le premier révélé. Il a fallu attendre le 21 septembre 2008 pour que celui de Bernard-Henri Lévy soit également révélé.
Dès 2008, les deux écrivains avaient prévu de publier la correspondance qu'ils décident d'entreprendre.

## Éditions
- Ennemis publics, Paris, Flammarion/Grasset, 2008, 332 p.  (ISBN 978-2-08-121834-5)
  - Paris, Le Grand livre du mois, 2008, 332 p.  (ISBN 978-2-286-05055-9)